# TV조선 뉴스현장
《TV조선 뉴스현장》은 TV조선에서 주말, 명절, 공휴일 오후 2시에 방송 중인 시사 뉴스 프로그램이다.

## 앵커
- 장혁수
- 임유진

## 기상캐스터
- 정희지
- 박선민